# John Munch
John Munch är en rollfigur, en polis, spelad av Richard Belzer. 
Munch förekom först i Uppdrag: mord (Homicide: Life on the Street) (1993-97), men när den serien slutade överfördes rollfiguren till Law & Order: Special Victims Unit, den första spin-offserien i Law & Order-serien, Förutom dessa två serier så har Munch dykt upp i flera olika serier, exempelvis Arkiv X, och är en av de mest långlivade figurerna i televisionshistorien. 